# 神亜子
神亜子（しん あこ）は、1970年代後半に活動していた日本の子役。
1977年末～1978年初頭にかけての時期に芸名をそれまでの「神アコ」から「神亜子」に改名している。
現在は引退しており、一般人になっているものと思われる。

## 出演作品
- いずれの作品も東映製作・テレビ朝日系列で放映された。
  - 5年3組魔法組（1976年12月6日～1977年10月3日） - 小原アサコ（ショースケ）役
  - がんばれ!レッドビッキーズ（1978年） - 小杉百合香役
    - 第14話『魔球を投げる少女』（4月7日）
    - 第15話『対決!ビューティスターズ』（4月14日）
    - 第32話『ミジメ鳥兄ちゃん』（9月8日）
    - 第34話『倒せ!ビューティスターズ』（9月22日）
    - 第48話（最終回）『ビッキーズよ永遠に』（12月29日）

  - バトルフィーバーJ 第2話『エゴス怪人製造法』（1979年2月10日）

| スタブアイコン | サブスタブ | この項目は、まだ閲覧者の調べものの参照としては役立たない、俳優（男優・女優）に関連した書きかけの項目です。この項目を加筆・訂正などしてくださる協力者を求めています（P:映画/PJ芸能人）。 |